# Baramati
Baramati là một thành phố và là nơi đặt hội đồng đô thị (municipal council) của quận Pune thuộc bang Maharashtra, Ấn Độ.

## Địa lý
Baramati có vị trí 18°09′B 74°35′Đ / 18,15°B 74,58°Đ Nó có độ cao trung bình là 538 mét (1765 foot).

## Nhân khẩu
Theo điều tra dân số năm 2001 của Ấn Độ, Baramati có dân số 51.342 người. Phái nam chiếm 52% tổng số dân và phái nữ chiếm 48%. Baramati có tỷ lệ 73% biết đọc biết viết, cao hơn tỷ lệ trung bình toàn quốc là 59,5%: tỷ lệ cho phái nam là 79%, và tỷ lệ cho phái nữ là 67%. Tại Baramati, 12% dân số nhỏ hơn 6 tuổi.